# سام مینیهان
سام مینیهان (انگلیسی: Sam Minihan؛ زادهٔ ۱۶ فوریهٔ ۱۹۹۴) بازیکن فوتبال اهل بریتانیا است.
از باشگاه‌هایی که در آن بازی کرده‌است می‌توان به باشگاه فوتبال روچدیل، باشگاه فوتبال درویلزدن، باشگاه فوتبال استوک‌پورت کانتی، و باشگاه فوتبال ووستر سیتی اشاره کرد.